# エリタデニン

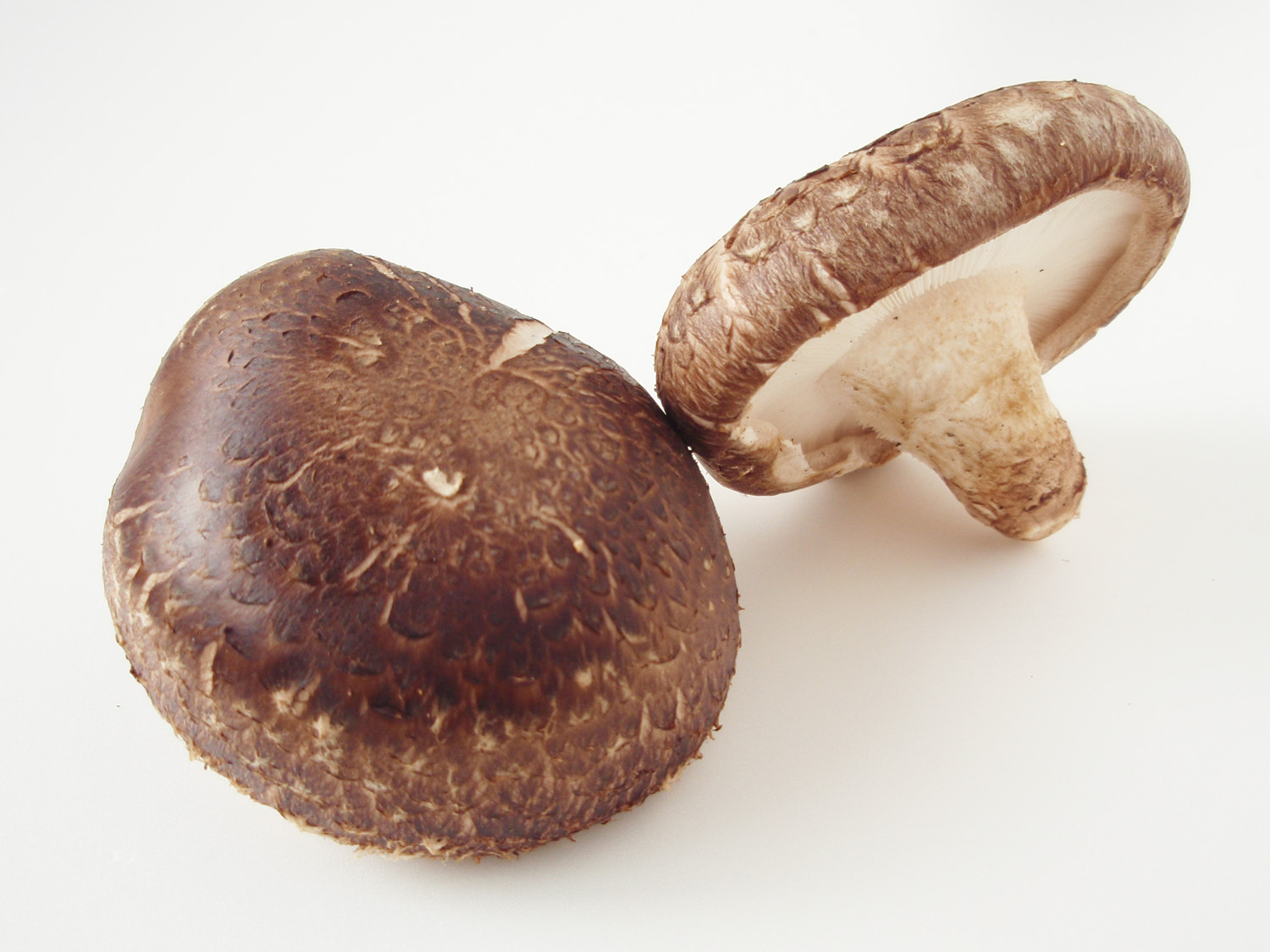
エリタデニンを特異的に多く含有するシイタケ Lentinula edodes

D-エリタデニン（レンチシン、レンチナシン）は最初にシイタケから発見された化学物質でアルカロイドの一種である。数あるキノコ類の中でもシイタケに特異的に多く存在する。エリタデニンはアデノシンアナログの一種で、S-アデノシル-L-ホモシステインヒドロラーゼ（SAHH）の強力な阻害剤として知られ、血中コレステロールを下げる効果があるとされる。シイタケ由来の成分であることから、成分の発見から単離に至る研究はとりわけ日本で盛んに行われた。

## 構造
アデニンのプリン骨格をベースに、9位にエリトロ型のD-2,3-ジヒドロキシ酪酸が結合した構造となっている。光学異性体が存在する。

## 発見
昔からシイタケは不老長寿の薬といわれ、漢方の原料としても利用されてきた。俗に、食欲促進や滋養強壮、脂質代謝改善による動脈硬化を含む生活習慣病の予防、免疫賦活作用などに効果があると言われてきたが、その有効性、作用機序などは明らかにされていなかった。
1964年、金田らはラットを使った実験にて、シイタケ粉末の摂取が血漿コレステロールを著しく低下させる現象を初めて明らかにした。シイタケを含むキノコ類にはエルゴステロールが多く含まれており、以前よりβ-シトステロール、スティグマステロール、エルゴステロールなどの植物ステロールが血漿コレステロールを低下させる作用のあることが報告されていた。コレステロールを低下させた要因としてエルゴステロールの関与の可能性が考えられたため、シイタケに含まれるエルゴステロールの量（乾物中0.26%）の40倍量のエルゴステロールを対照として投与した群も検討されたが、血漿コレステロール値の低下は見られなかった。シイタケは脂質含量も低く、他の既知の栄養成分にもコレステロール値にこれほどの影響を与えるような物質は見当たらなかったため、未知の機能性成分の存在が予想された。
この報告をきっかけに、シイタケに含まれる血漿コレステロール抑制物質を特定する研究が複数の研究者によって成された。金田らはシイタケを溶媒分画し、活性物質が水溶性画分に含まれること、80%エタノールに可溶であることを見出した。また、これらの画分をイオン交換樹脂を用いてさらに分画し、活性物質が塩基性であり、核酸を構成する核酸塩基以外の塩基である可能性が最も高いと推定した。
1969年、藤沢薬品工業の紙谷によってNMR、IRスペクトル、MSスペクトルを用いてこの活性物質の単離、同定がなされ、レンチシンと名付けられた。また、ラットを用いてレンチシンの効果が検証され、血清コレステロールの著しい低下とともに、血清中性脂肪、リン脂質の低下が観察された。また、ほぼ同時期に田辺製薬（現：田辺三菱製薬）の千畑らによって同様の単離・同定が行われ、活性物質をレンチナシンと名付け、効果の検証と物質の合成について報告した。このレンチシンとレンチナシンは、道らや金田らによっても単離、同定され、いずれも同一の物質（2(R),3(R)-dihydroxy-4-(9-adenyl)butyric acid）であることが確かめられ、その効果についても立証された。レンチシン、レンチナシンの両物質名の並列による混乱を避けるため、1970年の日本薬学会第90年会において、エリタデニンに名称統一されることとなった。

## 由来

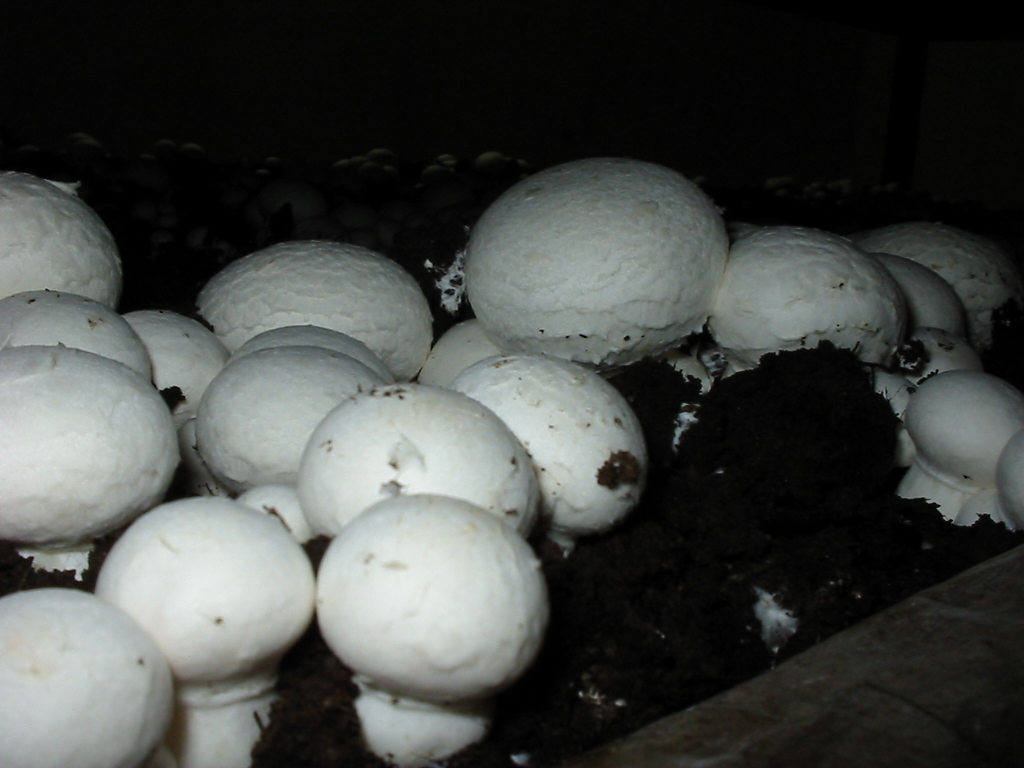
マッシュルーム Agaricus bisporus

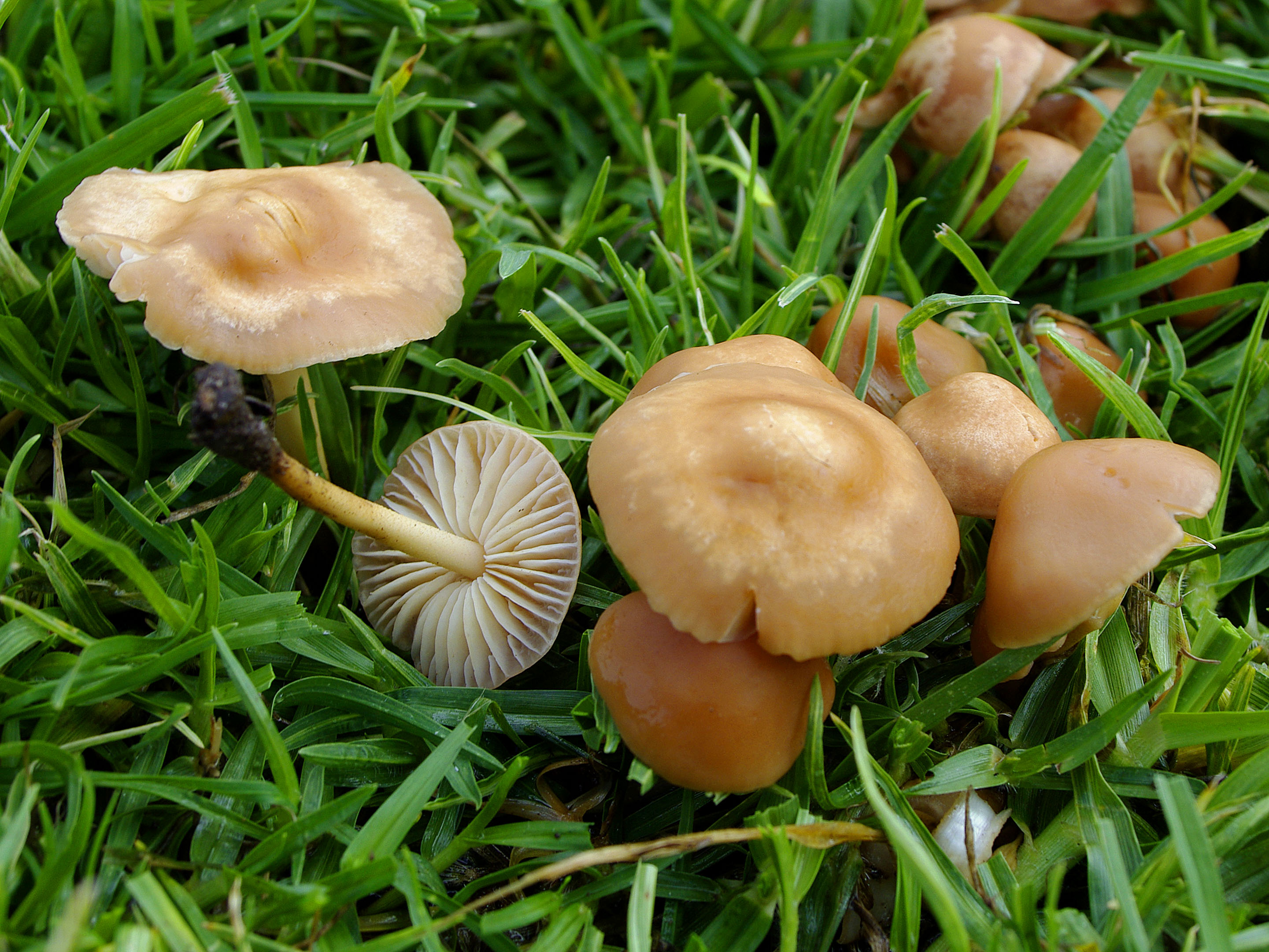
シバフタケ Marasmius oreades

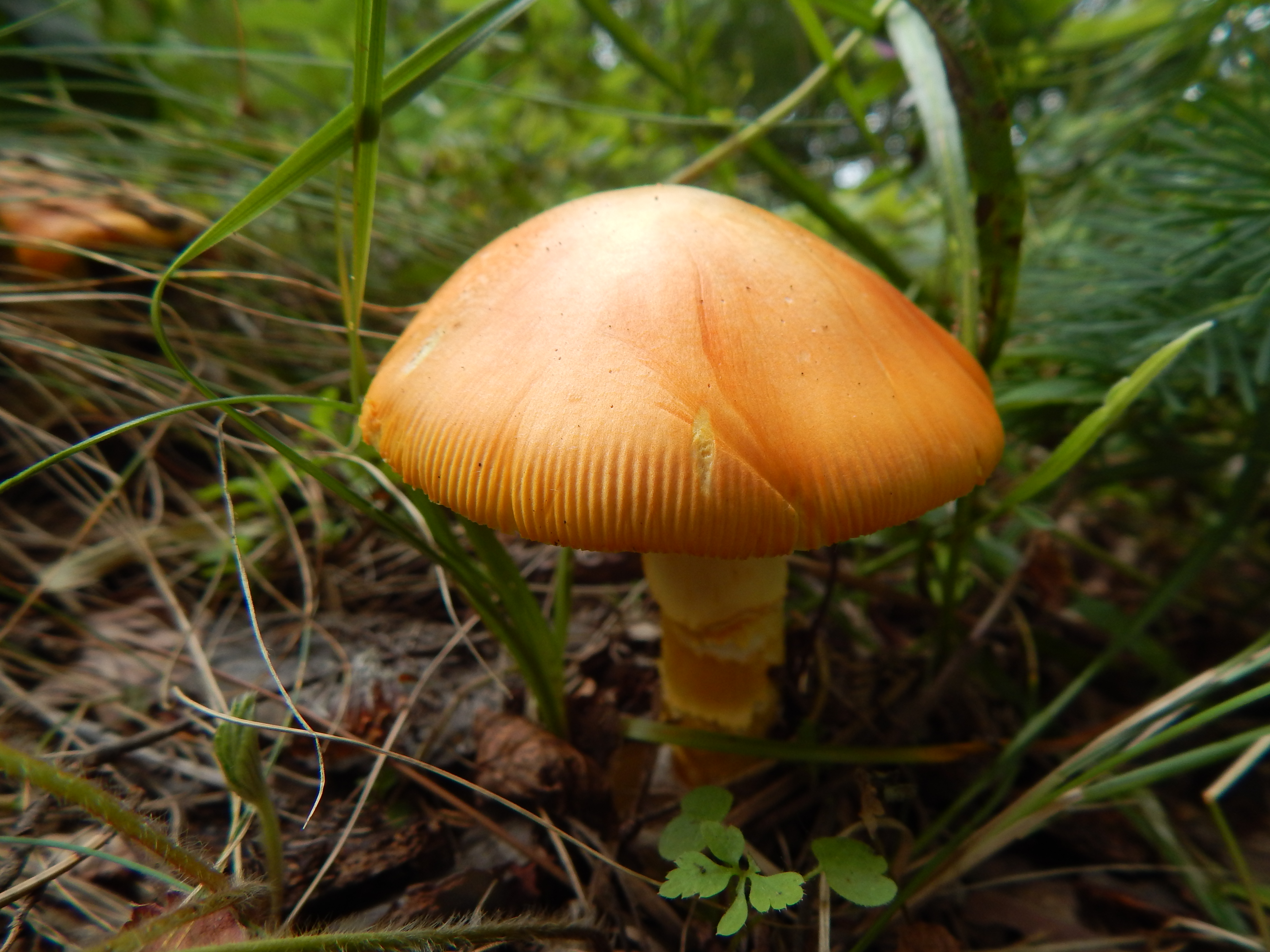
セイヨウタマゴタケ
Amanita caesarea

### シイタケの特異性
エリタデニンはシイタケから発見されたが、シイタケに特異的に多く存在している。シイタケ以外には西洋マッシュルームに微量に存在することが分かっていたが、他のキノコ類には存在しないと言われていた。
代表的な食用キノコのうち、シメジ、キクラゲ、エノキタケ、ナメコ、ニンギョウタケにはエリタデニンが含まれていない。最近になって、シバフタケ、セイヨウタマゴタケにエリタデニンが含有されているとの報告がなされている。また、マツタケにも微量のエリタデニンが含有されているという報告もあるが、食用として広く広まっていて、生理活性を示す十分な量のエリタデニンを含んでいるのはシイタケだけである。
シイタケ以外にも、血清コレステロール低下作用を示すキノコが存在する。エノキタケ、ツクリタケ、キクラゲ、ニンギョウタケ、ヒメマツタケ、ホウキタケ栄養菌糸体に強い血漿コレステロール低下作用が報告されている。このうち、エノキタケにはエリタデニンが存在せず、他の活性成分が存在すると考えられているが、明確にはなっていない。また、ニンギョウタケについてもエリタデニンは存在しておらず、グリフォリン、ネオグリフォリンという別の活性成分によるものと考えられている。

### 分布と含有量
| キノコ種           | 含有量 | 含有量 |
| ------------------ | ------ | ------ |
| シイタケ           | 40-70  | 140    |
| マッシュルーム     | 0.7    |        |
| シメジ             | 0      |        |
| キクラゲ           | 0      |        |
| エノキタケ         | 0      |        |
| ナメコ             | 0      |        |
| シバフタケ         |        | 70     |
| セイヨウタマゴタケ |        | 60     |
|                    | 文献1  | 文献2  |

キノコ類のエリタデニン含有量を調査した結果は右表の通りとなる。シイタケ中のエリタデニン含量は、傘の部分で60 - 70 mg%（乾燥重量）で、柄の部分の40 mg%より多く、同一の子実体の中でも、傘と柄の部位による局在性がある。乾物あたりの含有量に換算した場合、干しシイタケと生シイタケでは含有量に差は無い。また、シイタケには成長段階によって、肉厚で傘が開ききっていない冬菇（どんこ）と、薄手でかさが開いている香蕈（こうしん）の区分があり流通している。エリタデニンの量は冬菇と香蕈で大きな差は無いが、血漿コレステロール低下作用では、冬菇の方が香蕈よりも活性が強い。これにはエリタデニンの効果以外に、他の成分の相互作用が影響を及ぼしているものと推定される。
栽培条件による差異としては、原木栽培されたシイタケにおいて、同一のほだ木から発生した発生2回目の子実体と3回目の子実体では、2回目発生のものより3回目発生のものの方がエリタデニン含量が顕著に上昇する。生育条件では、湿度による含量の差は見られないが、温度は10 - 30℃の範囲で温度が高くなるほどエリタデニン含量が多くなる傾向が見られる。また、収穫後すぐに乾燥させたものより，1日置いてから乾燥させたものの方が含量が多くなる傾向が見られるが、保存中の期間や温度による変化は小さい。最もエリタデニン含量が多いのは新鮮な子実体の収穫直後の状態で、国産品と輸入品では国産品の方が含有量が高い。
調理法では、エリタデニンは比較的熱に安定であり、グリル、ボイル、揚げ物、電子レンジ加熱のような伝統的な調理法はいずれも含有量に影響がない。寒天による成形やアルギン酸塩による球状化（人口イクラ）などの新しい調理プロセスもエリタデニン量を減少させない。また、シイタケからエリタデニンを抽出する場合、メタノール抽出する前に加水分解酵素で細胞壁を破壊することによって回収量がわずかに上昇する。
一方、シイタケの品種による含有量には違いがあり、干しシイタケ銘柄のうち「黒子」はエリタデニン含量がやや多いとの報告がある。また、複数の異なるシイタケ野性株を調べた文献によると、エリタデニン含量が他のシイタケ系統よりも10倍高いレベルの品種も見つかっている。さらには、よりエリタデニンを多く含有する品種の開発を目的として、シイタケ栽培品種、野生品種の中からエリタデニンを比較的多く含む菌株を選定し、それらの間で集団交配してエリタデニン高含有菌を選抜する試みもなされている。選抜されたエリタデニン高含有シイタケは、ラットの血漿コレステロール濃度を用量依存的に低下させ、食餌添加の最少有効濃度は0.05%であったと報告されている。これらのエリタデニン高含有品種の利用は、食品レベルでの摂取量でも十分に血漿コレステロール低下作用に効果を発現する可能性を示している。

## 合成法
紙谷らが最初に発見した新規合成法は、下記の手順を踏む。
（1）2,3-O-イソプロピリデン-D-エリスロノラクトンのラクトン環、（2）ラクトン環が開裂して派生したエリトロースにフタルイミドナトリウムが結合、（3）ガブリエル合成によりアミノ基を形成、（4）4-アミノ-5-ニトロピリミジンクロライド、（5）（3）のアミノ基と（4）の塩素が置換され結合、（6）ニトロ基は水素の還元作用によりアミノ基となり、蟻酸によって選択的にホルミル化、また、この強酸条件化でアセトニドがエリトロ基に開裂、（7）水酸化ナトリウムによって塩基性条件化におくとイミダゾール環が閉じてエリタデニンが形成される。

エリタデニン合成経路: 新規合成経路:

この合成法は、塩基性条件下でのアデニンと2,3-O-イソプロピリデン-D-エリスロノラクトン（II）を直接縮合させ、それに続く保護基の除去により、少量の異性体を含むもののかなり高い収率でエリタデニンを得ることができた。この手順により、シトシン、ウラシル、およびチミンに対応するピリミジニル誘導体も得られた。

### 誘導体
エリタデニンの発見とともに、医薬品原料としての利用への期待や、エリタデニンの活性に寄与する構造部位の特定を目的として、エリタデニンの誘導体に関する合成と血清コレステロール抑制効果に関する研究が進んだ。ジアステレオマーとして側鎖のエリトロ型をトレオ型に変換したものや、アデニン塩基を他の核酸塩基に変えたもの、光学異性体、様々な修飾基の付加などの合成が試みられた。
これらの研究によって、エリタデニンおよびその誘導体がもつ血清コレステロール低下作用やSAHH阻害作用の活性強度について、以下のことが分かっている。
- 血清コレステロール低下作用について、エリタデニンエステルはエリタデニンの10倍の活性を持つ。
- プリン環の6位の塩基性置換基が血清コレステロール低下作用に不可欠な構造であり、6位にヒドロキシ基、メルカプト基等が結合すると活性を失う。
- プリン環の存在が血清コレステロール低下作用に不可欠な構造である。
- 異性体においては、血清コレステロール低下作用はD-エリトロ型（天然エリタデニン）、D-トレオ型、L-エリトロ型、L-トレオ型の順に活性が低下する。
- β-デオキシエリタデニンでは血清コレステロール低下作用は半減し、α-デオキシエリタデニンでは活性を失う。
- 血清コレステロール低下作用には9位の側鎖部分にジヒドロキシ酪酸（エリトロース）があることが重要であり、特にα-OH基が活性に関与している。
- 3-デアザエリタデニンは非常に高いSAHH阻害活性を持つ。
- 3-デアザエリタデニンメチルエステルはSAHHへの阻害活性発現時にエリタデニンと同様の結合部位を持ち、エリタデニンと同等のSAHH阻害作用、血清コレステロール低下作用を示した。
- 3-デアザエリタデニンメチルアミドはSAHHへの阻害活性発現時にエリタデニンと同様の結合部位を持つものの、SAHH阻害活性を示さず、血清コレステロールも低下させない。

### 培養による生産の試み
液体培養法を利用してエリタデニンを生産する研究が行われている。菌糸体を振盪フラスコとバイオリアクターの両方で培養して、エリタデニンの生産と分布に対するpH、攪拌速度、およびリアクタータイプの影響が調査された。振盪フラスコでは、菌糸体は大きな凝集体として存在し、エリタデニン最終濃度は1.76 mg/Lでは菌糸体と増殖培地の両方に均等に含まれていた。一方、バイオリアクターでは、シイタケ菌糸体は培養液中に自由に分散した形で存在し、エリタデニンがあまり含まれておらず、90%以上の大部分が増殖培地中に検出された。濃度はpHが制御されていない場合で10.23 mg/L、pHが5.7に制御されている場合は9.59 mg/Lに達し、バイオリアクターによるエリタデニン生産の可能性を示した。

## 生理活性
エリタデニンの生理活性に関する研究は、ラットやマウスを用いた動物実験によるデータがほとんどで、ヒトでの臨床試験の研究は報告されていないか、もしくはほとんど行われていないのが実情である。

### SAHH酵素活性阻害作用

S-アデノシル-L-ホモシステイン

エリタデニンは、S-アデノシル-L-ホモシステインヒドロラーゼ（SAHH）の強力な阻害剤である。S-アデノシル-L-ホモシステイン（SAH）は通常SAHHの作用によりアデノシンとL-ホモシステインに異化されるが、この反応は既知となっている脊椎動物における唯一のL-ホモシステイン体内合成経路である。実際に、肝細胞や線維芽細胞を用いた実験で、細胞内のSAHは、通常SAHHによって代謝されてL-ホモシステインとして細胞外へ放出されるが、エリタデニンの投与下では、SAHHが阻害され、細胞内のSAHの蓄積、細胞外へのL-ホモシステイン放出の減少が観察されている。
不可逆的阻害剤を含む環状糖アデノシンアナログ阻害剤とは異なり、エリタデニンは糖鎖部分がエリトロ基の非環式糖アデノシンアナログであり、C2'およびC3'部位は環状糖アデノシン阻害剤とは反対のキラリティを有している。SAHHの結合構造は本来閉じた立体構造を持つが、エリタデニンの非環式糖部分とNAD+間の水素結合によって、環状糖アデノシンアナログよりも酵素に密接に結合する上、エリタデニンの非環式糖部位の開いた構造が活性部位に配置されることにより、可逆的にSAHHの立体構造を変化させ、不活性化すると考えられている。同様の効果はアデニンのN-アルキル誘導体であるキラルな非環式ヌクレオシド類でも見られ、(S)-(2,3-ジヒドロキシプロピル)アデニン（DHPA）、9-アルキルアデニン、3-(アデニン-9-イル)-2-ヒドロキシプロパン酸（AHPA）などのアデニン誘導体でSAHHの阻害が観察されている。D-エリタデニン、L-エリタデニン、DHPA、およびL-スレオエリタデニンは、記載した順に肝細胞のSAHH阻害活性を示すものの酵素結合NAD+の減少は誘発せず、同時にSAH量を増加させることが分かっている。また、低濃度のD-エリタデニン（6 μM以下）投与では、SAHの蓄積の発生に明確なタイムラグが生じることが観察されており、SAHH活性の阻害がSAHの蓄積に先んじて起こる。これは、因果関係においてSAHH活性阻害が原因で、SAHの蓄積が結果であることを示している。

L-メチオニンからL-システインに至る代謝経路: 右端のS-アデノシル-L-ホモシステイン（SAH）からL-ホモシステインへの反応を触媒する酵素 EC 3.3.1.1 がS-アデノシル-L-ホモシステインヒドロラーゼ（SAHH）

このSAHH活性の阻害作用は、この後示す様々なエリタデニンの生理活性を引き起こす原因となる作用である。直接的な作用としての高ホモシステイン血症改善効果以外にも、血清コレステロール抑制作用、脂肪細胞の酵素活性阻害作用、細胞毒性を利用した薬用作用の作用メカニズムに関与している。

#### 高ホモシステイン血症改善効果
SAHH酵素活性阻害作用がもたらす効果として、高ホモシステイン血症改善効果がある。血中のホモシステイン濃度が異常に高くなる高ホモシステイン血症は認知症との関連性を指摘する研究があるほか、脳梗塞の危険因子とも言われている。高ホモシステイン血症は心血管および神経変性疾患にも関連していると言われ、近年注目されるようになった。ビタミンB6やビタミンB12、葉酸はホモシステイン代謝に影響を及ぼし、これらの不足が高い血中ホモシステイン濃度に繋がることが知られている。
葉酸およびビタミンB12を欠乏させ、故意に高ホモシステイン血症様症状を誘発したマウスを用いた実験で、血中ホモシステイン濃度の増加がシイタケ粉末またはエリタデニンの投与によって減少したとの報告がある。この時、SAHH活性は高ホモシステイン血症マウスで有意に高く、シイタケまたはエリタデニンの投与量に応じて用量依存的に低下した。また、同時にDNAメチルトランスフェラーゼ DNMT1、DNMT3aのmRNA発現レベルは高ホモシステイン血症マウスで減少し、シイタケまたはエリタデニンの投与で回復した。シイタケまたはその有効成分であるエリタデニンはマウスのDNAメチル化関連遺伝子の調節に関与し、SAHH活性を有意に低下させ、高ホモシステイン血症に有益な治療効果をもたらした。また、SAHはメチオニンからS-アデノシルメチオニン（SAM）を経て生合成されるが、メチオニンを単回投与にて過剰摂取させたメチオニン誘発性高ホモシステイン血症ラットを用いた実験でも、メチオニン投与後2時間で血漿ホモシステイン濃度の増加が観察された一方で、エリタデニンを与えていたラットは抑制されていた。この時、エリタデニン投与によってSAHおよびその前駆物質であるSAMが蓄積された一方、ホモシステイン濃度の低下が観察されている。類似した実験として、グアニジノ酢酸やニコチン酸などのメチル基受容体を投与したメチル基受容体誘導高ホモシステイン血症ラットでも同様の効果が見られている。

### 血中コレステロール抑制作用
エリタデニンの血中コレステロール抑制作用の研究は、シイタケで最初に発見された同作用の活性成分がエリタデニンであることを証明することから始まった。シイタケ（生、乾燥、菌糸体抽出物など）をラットに与えた様々な実験では、血漿コレステロール、血漿中性脂肪、血漿リン脂質、副腎コレステロールが低下し、胆汁酸の糞中排泄量は増加するとの報告がある。一方、エリタデニン結晶を単独で与えた場合、顕著に血漿コレステロールが低下し、血漿中性脂肪、血漿リン脂質の低下も観察された。血中の脂質は主にリポタンパク質として存在することから、エリタデニンのコレステロール抑制作用が中性脂肪、リン脂質の低下にも影響していると考えられる。
エリタデニンの効果は腹腔内投与では効果が小さく、食餌として経口投与した場合に効果を示す。試験条件にもよるが、食餌として投与した場合、血中脂質降下薬として代表的なクロフィブラートの10倍以上の抑制活性が見られる場合もある。また、この効果は飼料中にコレステロールを添加した場合に顕著である。

#### 肝臓脂質代謝への影響
シイタケおよびエリタデニンが血漿コレステロール抑制作用およびその他の血漿脂質代謝に対する作用は多くの報告があるが、それに伴う肝臓脂質に関する作用には結果の異なる様々な報告があり、肝臓脂質代謝には影響しないとする報告、肝臓脂質を低下させるとの報告、肝臓脂質を増加させると同時に著しい脂肪肝を呈するとの報告と一致しないが、発現機構の研究が進む中で、肝臓脂質を増加させるとする知見が大勢を占めている。結果が一致しない理由については、実験動物種の相違、研究ごとに用いている飼料組成が異なること、例えばメチオニンのような、エリタデニンが及ぼす代謝への影響に関係する前駆物質の飼料中の量がまちまちであることが原因であったと考えられている。

#### 作用機序の解明
最初に、シイタケによる血中コレステロール抑制効果の原因物質の探索に付随して、ラットを用いた作用機序を明らかにする研究が多くなされた。シイタケ投与は、血漿コレステロールを著しく低下させるが、肝臓コレステロールの増加は見られず、糞中排泄量が増加する。また、体内でのコレステロール新規合成量は変化しない。シイタケを投与したラットの血漿リポタンパク質を分析すると、食餌からコレステロールを投与しない場合、血漿コレステロールの低下は全てのリポタンパク質中のコレステロールを低減させるが、食餌からコレステロールを摂取させた場合は、VLDLおよびLDLのコレステロールが顕著に低下する。この時、アポタンパク質やリン脂質も同様に低下しており、リポタンパク質の比率に相関する。また、コレステロールを摂取させた場合は、体内のコレステロール代謝が早くなり、糞中への排泄量も増加する。従って、シイタケによる血中コレステロール抑制効果はリポタンパク質の量的変化と糞中へのコレステロール排泄の促進が影響していると考えられた。
やがて、シイタケの血中コレステロール抑制作用の効果を示す有効成分がエリタデニンであることが発見されたが、その効果の全てがエリタデニンの効果で説明できるものかは明らかでなかった。エリタデニンの血中コレステロール抑制効果の発現機構の解明には、シイタケでの血中コレステロール抑制効果の発現機構のうち、エリタデニンが関与しているものを判別する必要がある。まず、放射性同位元素で修飾されたアセチルCoAやメバロン酸（コレステロールの体内新規性合成の前駆物質）をラットに与え、エリタデニン投与の影響を調べた実験では、血漿コレステロールの低下は観察されたもののアセチルCoAやメバロン酸の取り込み量への影響は見られなかった。シイタケ投与で観察された糞中排泄量の増加も食餌からコレステロールを摂取した場合に多く見られる現象で、エリタデニンの効果とは別に、吸収阻害や排泄促進の別のメカニズムが考えられた。
コレステロールの新規生合成、糞中排泄が主たる原因でないと考えると、エリタデニンによる血中コレステロール抑制効果の発現には、肝臓から血液中への脂質代謝、分泌の制御が大きく関与していると考えられた。ラットに経口摂取されたエリタデニンが体内でどのような経路を経て運ばれるかを放射性同位元素を用いて検証した実験では、経口摂取されたエリタデニンの大部分は吸収されず糞中に排泄されるが、腸管吸収されたエリタデニンのほとんどが肝臓に取り込まれることが分かった。また、肝臓に取り込まれたエリタデニンの細胞内分布を調べると、上清 ＞ 小胞体（ミクロソーム） ＞ ミトコンドリアの順に多く分布していることが分かり、タンパク質合成には影響を与えず、肝臓でのリポタンパク質形成、分泌の過程で何かしらの影響を及ぼしていることが推察された。このことは肝臓で主に作られるLDL、VLDLの量が特に抑制されていることとも一致した。

ホスファチジルコリン（PC）

ホスファチジルエタノールアミン（PE）

ラットへのエリタデニン投与で血漿コレステロールの低下が見られた時、肝臓ではミクロソームのホスファチジルコリン（PC）:ホスファチジルエタノールアミン（PE）比の低下、および肝臓のS-アデノシルメチオニン（SAM）:S-アデノシル-L-ホモシステイン（SAH）比の低下が起きていることが発見された。この時、それぞれの低下作用の程度は正の相関関係を示し、経時的にSAM/SAH比の低下、PC/PE比の低下、血漿コレステロールの低下の順に発生していることが分かり、肝臓でのホモシステイン代謝の変化、肝臓でのリン脂質代謝の変化が血漿コレステロールの低下に先んじて起きていることが示された。すなわち、エリタデニンによって先ず肝臓でSAHHが阻害されることにより、ホモシステイン代謝が抑制され、SAHが蓄積される。SAHの蓄積は、PEのメチル化によるPC合成をフィードバック阻害することにより、SAM/SAH比の低下、PC/PE比の低下を引き起こす。PC/PE比の低下は肝臓のリン脂質代謝に変化を生じ、リポプロテイン膜の生成に影響を及ぼし、最終的に血液中へのリポプロテイン分泌が低下しているものと推察された。

脂肪酸の代謝経路

エリタデニンの血漿コレステロール抑制効果が、主として肝臓からのリポタンパク質分泌の調節によるものであることを示す副次的効果として、リポタンパク質の構成成分であるコレステロール以外の脂質（リン脂質、中性脂肪）の代謝も影響を受ける。ラットを用いた実験において、シイタケやエリタデニンの摂取が血漿コレステロールを低下させる際に、リン脂質や中性脂肪に含まれる脂肪酸の組成にどう影響するかを調査した結果、エリタデニンの摂取によって、中性脂肪の脂肪酸組成は血漿ではオレイン酸が減少し、肝臓ではオレイン酸が増加した。また、リポタンパク質中のリン脂質の脂肪酸組成は、リノール酸、アラキドン酸に増加が認められ、ステアリン酸は減少したとの報告がある。また、より詳しく、エリタデニンによる肝臓ミクロソームおよび血漿中のPC、PEそれぞれの脂肪酸組成を調べた実験では、エリタデニンを添加した食餌を与えるとリノール酸（18:2 n-6）の代謝が抑制され、血漿のPCおよび肝臓ミクロソームのPCおよびPEの脂肪酸組成で、リノール酸（18:2 n-6）の割合が増加し、逆にアラキドン酸（20:4 n-6）およびDHA（22:5 n-6）の割合が減少した。エリタデニンを与えたラットに食餌からメチオニンを投与した場合、PC中のアラキドン酸（20:4 n-6）/リノール酸（18:2 n-6）比はメチオニン投与量に比例して上昇し、リノール酸代謝を促進した。また、ラットに様々な油脂（オリーブオイル、コーン油、亜麻仁油）を与えた場合、エリタデニン投与は油の種類に関わらず、PC中のリノール酸分子種（パルミチン酸（16:0）-リノール酸（18:2）およびステアリン酸（18:0）-リノール酸（18:2））の割合を増加させた。これらの結果は、エリタデニンによる肝ミクロソームPC / PE比の減少はPC、PEそれぞれの脂肪酸分子種にも影響を及ぼしており、それが血漿中のリポタンパク質のPC分子種組成のにも影響を及ぼしている可能性が示唆された。
リノール酸からリノレン酸を経てアラキドン酸への合成経路がエリタデニンによって抑制される作用は、δ6-デサチュラーゼ活性にも影響を与える。エリタデニンを投与すると、血漿コレステロール濃度と肝臓ミクロソームのPCのアラキドン酸（20:4n-6）/ リノール酸（18:2n-6）比は正の相関を示し、同時に、δ6-デサチュラーゼ活性とも正の相関を示した。エリタデニンは直接的にδ6-デサチュラーゼ活性を抑制し、結果としてリノール酸の増加、アラキドン酸の減少を示したものと考えられた。また、ラットに様々な油脂（パーム油、オリーブ油、ベニバナ油）を与えた場合、エリタデニン投与は、パーム油、オリーブ油、ベニバナ油の順にδ6-デサチュラーゼ活性を高めたが、油種よりもエリタデニンによる活性抑制の寄与度の方が高かった。また、他のデサチュラーゼ活性に対するエリタデニンの影響をラットを用いて調べた実験では、エリタデニン投与によって肝臓ミクロソームのδ5-、δ6-、δ9-デサチュラーゼ活性が低下を示し、エリタデニンが脂肪酸の不飽和化の代謝に対して複合的に抑制作用を示すことが分かった。
これらのエリタデニンによって引き起こされる様々な脂質代謝の変化が時系列的にどの順序で変化するかラットを用いて調べた実験では、エリタデニン投与、肝臓ミクロソームのリン脂質プロファイルの変化、肝臓ミクロソームδ6-デサチュラーゼ活性の減少、肝臓ミクロソームおよび血漿リポタンパク質のPCの脂肪酸および分子種プロファイルの変化、血漿コレステロール濃度の減少の順に変化した。また、δ6-デサチュラーゼ活性の抑制は同酵素のmRNA発現量の低下も伴っていた。これらの結果から、エリタデニンの血中コレステロール抑制効果は、エリタデニンがSAHH活性を阻害することによって肝臓ミクロソームのリン脂質プロファイルを変更し、それによって肝臓ミクロソームδ6-デサチュラーゼの活性を抑制し、また肝臓ミクロソームのリン脂質プロファイルの変化がリポタンパク質形成に影響を及ぼし、肝臓から血中へのリポタンパク質分泌を抑制し、結果としてコレステロールを下げる減少であると示唆された。

### 血圧抑制作用
エリタデニンには血圧を抑制する作用があると紹介されていることが時折あるが、未だ十分な研究は行われておらず、これはシイタケがもつ様々な他成分との複合的な効能をエリタデニン固有の効果と混同した可能性も考えられる。
シイタケ菌糸体が持つ糖質分解酵素を利用して自己消化処理したシイタケをラットに与えた実験において、血圧降下作用が観察された。この時、アンジオテンシン変換酵素（ACE）阻害は通常のシイタケを与えた場合に比較して5倍高い阻害作用を示したが、これは、自己消化により、遊離アミノ酸の含量、γ-アミノ酪酸(GABA)の増加、エリタデニンを含むアデノシンの増加などが見られ、これらの複合作用によるものと考えられた。また、最近の研究でin vitroでACEの阻害活性を調べた実験において、ACE阻害剤として一般的な化合物であるカプトプリルのIC50が0.025 μMであるのに対して、エリタデニンのIC50は0.091 μMで、やや弱いACE阻害作用が認められたとの報告がある。

### 脂肪細胞の酵素活性阻害
単離細胞培養されたラット脂肪細胞を用いた実験で、エリタデニン投与は、サイクリックAMPの蓄積を引き起こし、ノルアドレナリンで刺激されたラット脂肪細胞原形質膜のアデニル酸シクラーゼ活性に阻害効果を示し、IC50は11.6 μMであった。エリタデニンは脂肪細胞の原形質膜のアデノシン結合部位のエフェクターとした働く可能性が示唆され、脂肪細胞からの脂肪分解を抑制する働きがあると推察される。

### 細胞毒性を利用した防虫薬への利用の可能性

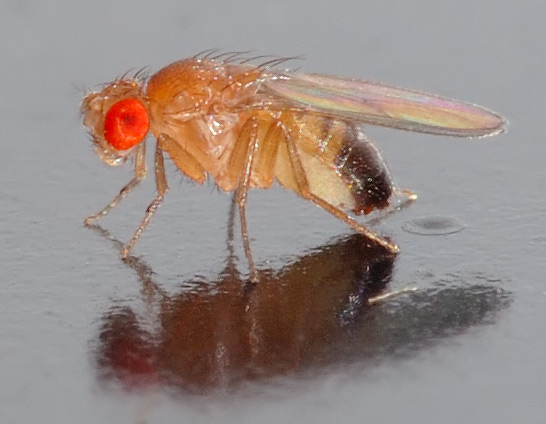
ショウジョウバエ

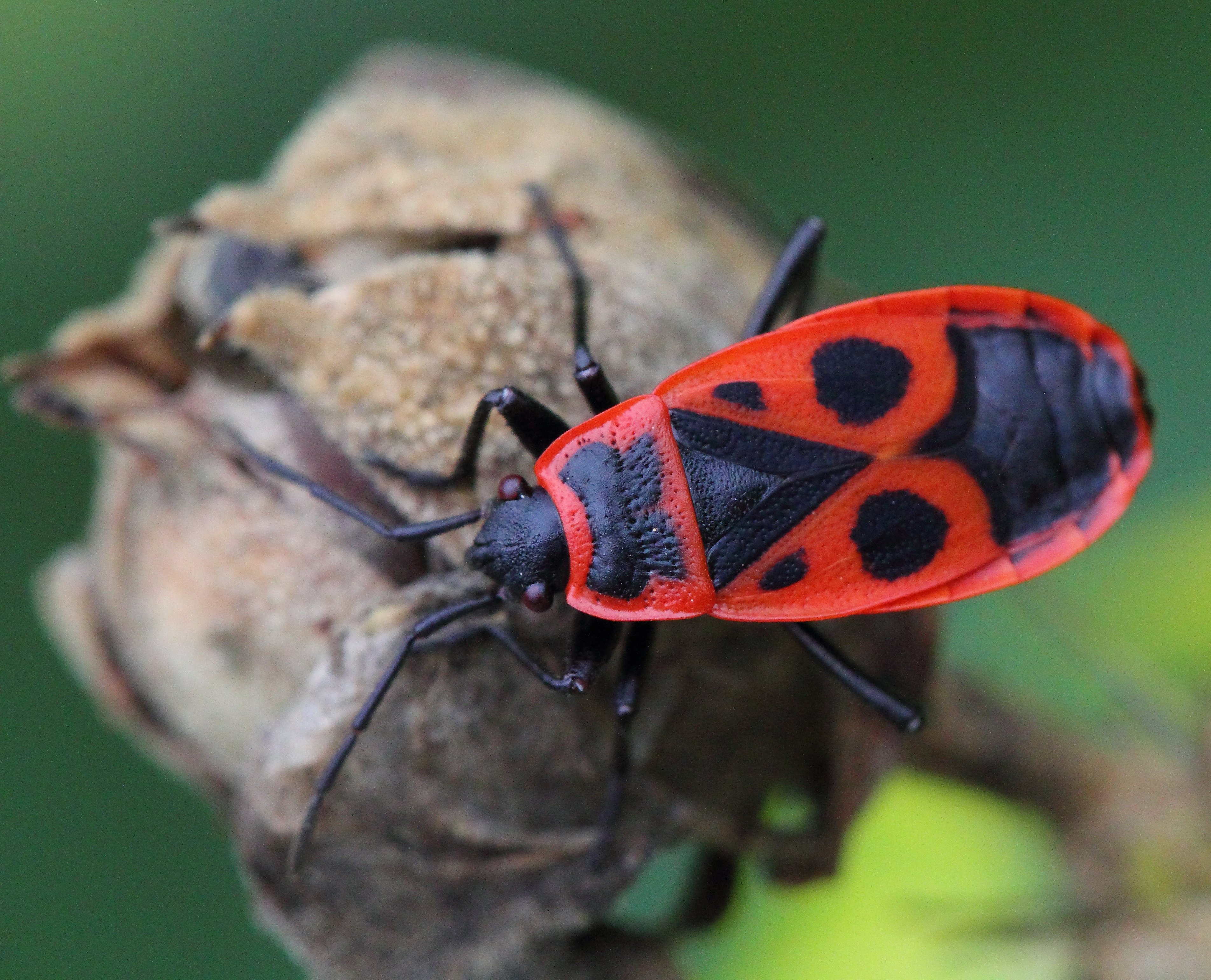
ホシカメムシ

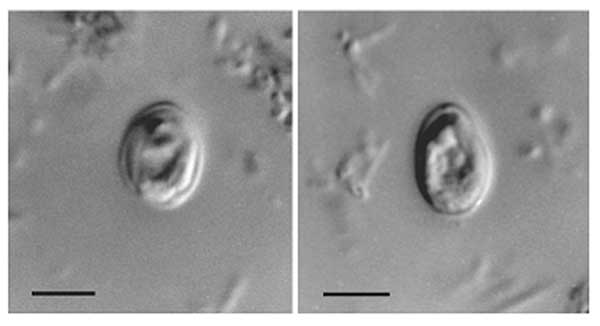
クリプトスポリジウム

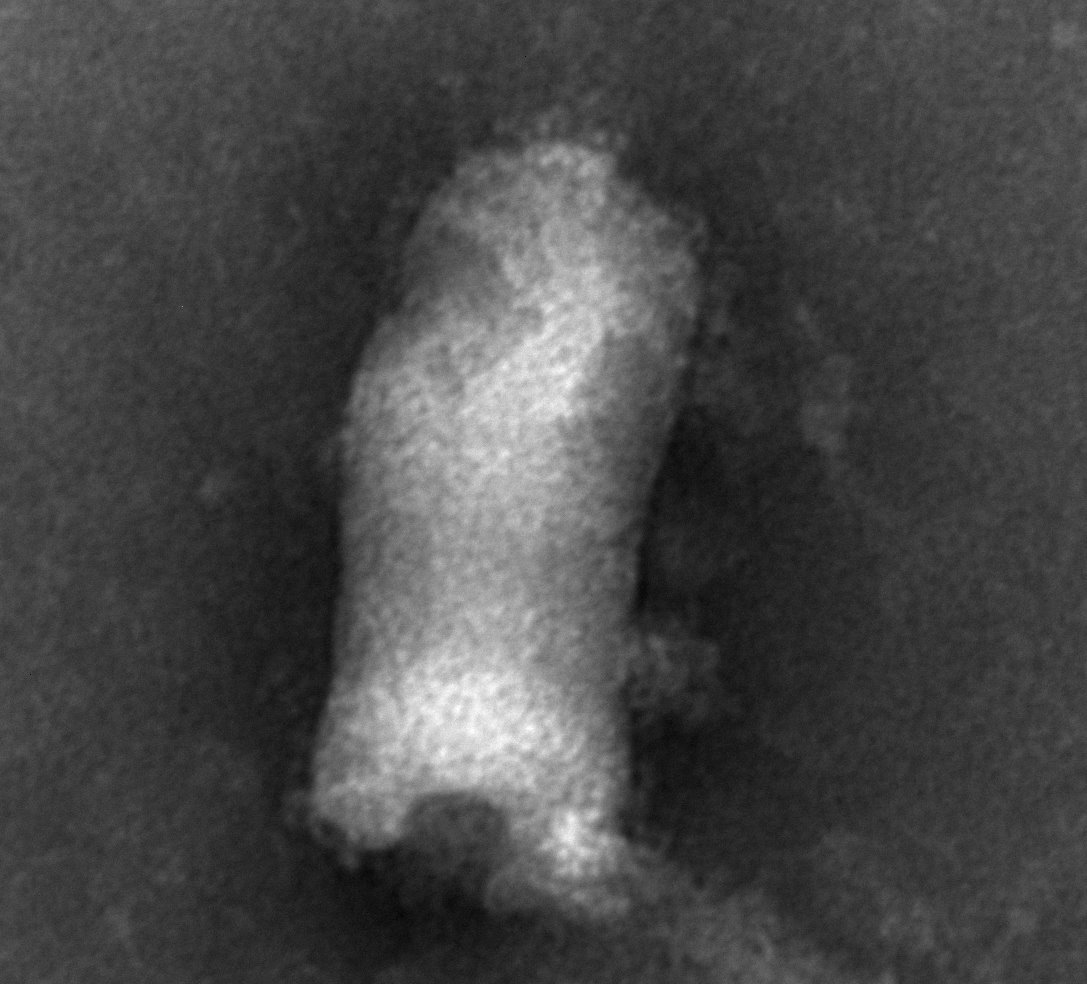
ノビラブドウイルス属

エリタデニンは (R,S)-9-(2,3-dihydroxypropyl)adenine (DHPA)や9-(2-phosphonylmethoxyethyl)adenine (PMEA)と同様に、アデニン誘導体の一種であり、アデニンが関与する様々な生理活性の毒性アナログとして作用する。この作用を利用して防虫薬剤等としての利用が一部で研究されている。

#### 防虫薬の可能性
昆虫の繁殖を抑える効果を利用した防虫薬としての可能性が見出されるいくつかの研究が行われている。
突然変異性の検出のための指標としてよく用いられる、ショウジョウバエ翅毛の形態変化を用いる翅毛スポットテストにおいて、エリタデニンを含むアデノシンアナログが用量依存的にモザイクスポット生成を強く誘導することが見出された。エリタデニンは有糸分裂時の変異誘導を起こしやすくする活性があり、DNA鎖の複製中にアデニンに代わってアデニン誘導体としてを組み込まれることによって遺伝毒性作用を示しているものと考えられる。
また、エリタデニンは半翅目（カメムシ目）の一種であるホシカメムシ Pyrrhocoris apterusで、腸ホスファターゼ活性の顕著な抑制を引き起こすことが分かった。腸上皮およびマルピーギ管のp-ニトロフェニルリン酸塩加水分解はエリタデニン投与で最大94%阻害された。エリタデニン投与によって消化排泄器官毒性としてホスファターゼ活性が抑制され、半翅目昆虫のリン酸化ヌクレオシド類似体の大量排泄を引き起こすと考えられる。

#### 抗寄生虫薬の可能性
クリプトスポリジウム Cryptosporidium parvumはアピコンプレックス門の原虫で、ヒトを含む脊椎動物の消化管に寄生してクリプトスポリジウム症を引き起こす。エリタデニンはクリプトスポリジウムのSAHHの抑制に対して効果があり、寄生虫の成長の抑制を促すことが示唆された。エリタデニンやDHPAを含むアデノシン類縁体は強力な抗寄生虫化合物になりうる可能性がある。

#### 抗ウイルス薬の可能性
ラブドウイルス科のノビラブドウイルス属の一部は伝染性造血器壊死症ウイルス（infectious hematopoietic necrosis virus;IHNV）と呼ばれ、サケ科魚類の感染症である伝染性造血器壊死症を引き起こすことが知られている。ヌクレオシド系抗生物質としてグアニン-7-N-オキシドと組み合わせ投与された時、エリタデニン、コルジセピン、ツベルシジンおよびネプラノシンAのヌクレオシド類縁体で抗ウイルス反応の相乗効果が観察された。このうち、エリタデニンとネプラノシンAはSAHHの阻害剤であり、結果としてIHNVのRNAメチル化を阻害する。この効果は、DHPAなどの他の合成ヌクレオシド類似物でも見られる。一方、コルジセピンやツベルシジンはオリゴヌクレオチドに取り込まれることが知られており、ATP類似物としてふるまい、mRNA合成を阻害する。グアニン-7-N-オキシドと核酸メチル化阻害剤としてのエリタデニンの共存が、抗IHNV反応の相乗効果を起こすと考えられる。

## 安全性
シイタケおよびシイタケから抽出された抗悪性腫瘍剤であるレンチナンに関する安全性の検証については数多くの知見があり、副作用や多量摂取による症状が多く知られているが、物質としてのエリタデニンの安全性に関する報告、知見はほとんどない。エリタデニンがシイタケを大量摂取した場合に稀に起こるしいたけ皮膚炎などのアレルギーなどの症状の原因物質であるとの証拠は無い。